# Det här är mitt liv
Det här är mitt liv är den svenske bluesmusikern Rolf Wikströms elfte studioalbum som soloartist, utgivet på skivbolaget MNW 1988.

## Låtlista
Där inte annat anges är låtarna skrivna av Rolf Wikström.
1. "Solidaritet" – 4:16
2. "Vi ska bygga upp en kyrka" – 4:55
3. "Det här är mitt liv" – 4:00
4. "Ge mej en öl till" – 4:42
5. "En valsmelodi" – 4:52 (Nils Ferlin, Lille Bror Söderlundh)
6. "Bluesman" – 4:44
7. "The Stumble" – 3:22 (Freddy King, Sonny Thompson)
8. "Mamma älskar pappa" – 2:16
9. "Sommarfräscha kvinna" – 4:14
10. "Jag älskar dej ändå" – 5:09
11. "När allt har blivit sagt" – 4:17
12. "Starka band" – 2:52
13. "Börja dagen med en starköl" – 3:32
14. "Sänd inga blommor" – 3:26
15. "Som vattnet flyter i floden" – 9:22

## Medverkande
- Lotten Andersson – kör
- Ebba Forsberg – kör
- Janne Hansson – inspelning, misning
- Eva Hillered – kör
- Micke Högdahl – tenorsaxofon
- Björn Johansson – arrangemang (1, 9, 11, 13), tenorsaxofon, barytonsaxofon
- Lars Lindgren – trumpet
- Hannes Råstam – arrangemang (2-5, 10, 13, 15)
- Bengt Göran Staaf – inspelning mixning

### Fotnoter
1. 1 2  ”Det här är mitt liv”. Svensk mediedatabas. Arkiverad från originalet den 14 februari 2019. https://web.archive.org/web/20190214002659/https://smdb.kb.se/catalog/search?q=Rolf+Wikstr%C3%B6m&x=0&y=0. Läst 8 januari 2013.